# Beravci
Beravci falu Horvátországban, Bród-Szávamente megyében. Közigazgatásilag Nagykopanicához tartozik.

## Fekvése, éghajlata, élővilága
Bród központjától légvonalban 33, közúton 39 km-re keletre, községközpontjától 2 km-re keletre, Szlavónia középső részén, a Szávamenti síkságon, az A3-as autópályától északra, Nagykopanica és Gundinci között fekszik

## Története
A település valószínűleg a török uralom idején keletkezett Boszniából érkezett katolikus horvátok betelepülésével. Első írásos említése 1660-ban a rastići plébánia részeként történt. A török elleni felszabadító harcok során elnéptelenedett. A szlavóniai települések 1698-as összeírásában Kundicz hajdútelepülés nyugati szomszédjaként népesség nélkül említik „Beravze” alakban. Az 1730-as egyházi vizitáció jelentése szerint 15 ház és egy Szent Máté fakápolna állt a településen. 1746-ban 18 házában 161 katolikus lakos élt. Az 1758-as feljegyzés szerint fából egy 50 férőhelyes Szent Katalin kápolna is épült itt. A helyi temető, melyet Gradacnak neveztek mintegy 3 km-re feküdt a falutól. Az 1760-as jelentés szerint a faluban 39 ház volt, ahol 78 család és 460 katolikus lakos élt. Az 1780-as katonai leírás szerint a falu egy félszigeten fekszik, melyet a falu alatt egyesülő Mostavnik és Moravnik nevű vízfolyások ölelnek körül.
Az első katonai felmérés térképén „Beravcze” néven található. Lipszky János 1808-ban Budán kiadott repertóriumában „Beravcze” néven szerepel. Nagy Lajos 1829-ben kiadott művében „Beravcze” néven 161 házzal, 817 katolikus vallású lakossal találjuk. A katonai közigazgatás megszüntetése után 1871-ben Pozsega vármegyéhez csatolták.
A településnek 1857-ben 832, 1910-ben 858 lakosa volt. Pozsega vármegye Bródi járásának része volt. Az 1910-es népszámlálás adatai szerint lakosságának 98%-a horvát anyanyelvű volt. Az első világháború után 1918-ban az új szerb-horvát-szlovén állam, majd később (1929-ben) Jugoszlávia része lett. A második világháború idején 1945. április 17-én szabadult fel a német megszállás alól. A visszavonuló német csapatok a falu mindkét hídját felrobbantották. A detonáció következtében sok ház súlyosan megsérült. A háború után Boszniából és Dalmáciából érkezett horvát családok települtek be. A betelepülők második hulláma Boszniából és Harcegovinából az 1960-as évek elején érkezett. 1962-ben bevezették az elektromosságot. Rövid időn belül a legtöbb háztartásban működött a világítás és kiépítették a közvilágítást is. Az 1960-as évek végén és az 1970-es évek elején nagyszámú ember ment dolgozni Németországba és Svájcba, ami a népesség csökkenéséhez vezetett.
1991-től a független Horvátországhoz tartozik. 1991-ben lakosságának 97%-a horvát nemzetiségű volt. A honvédő háború alatt házai újabb károkat szenvedtek a Boszniából kilőtt lövedékek, valamint a JNA repülőgépei miatt. Beravciban találtak menedéket podgrađai, lipovaci és nijemaci, majd később a boszniai Szávamentéről érkezett menekültek. Sok beravci férfi vett részt a honvédelmi harcokban, melyekben egy helyi harcos, Josip Nedeljković esett el. Emlékre emlékművet állítottak fel a falu központjában. 2011-ben a településnek 815 lakosa volt.

## Lakossága
| Lakosság változása | Lakosság változása | Lakosság változása | Lakosság változása | Lakosság változása | Lakosság változása | Lakosság változása | Lakosság változása | Lakosság változása | Lakosság változása | Lakosság változása | Lakosság változása | Lakosság változása | Lakosság változása | Lakosság változása | Lakosság változása |
| ------------------ | ------------------ | ------------------ | ------------------ | ------------------ | ------------------ | ------------------ | ------------------ | ------------------ | ------------------ | ------------------ | ------------------ | ------------------ | ------------------ | ------------------ | ------------------ |
| 1857               | 1869               | 1880               | 1890               | 1900               | 1910               | 1921               | 1931               | 1948               | 1953               | 1961               | 1971               | 1981               | 1991               | 2001               | 2011               |
| 832                | 800                | 683                | 770                | 831                | 858                | 815                | 851                | 976                | 1.098              | 1.331              | 1.201              | 1.061              | 957                | 964                | 815                |

## Nevezetességei
A Szentlélek tiszteletére szentelt római katolikus templomát 1869-ben építették. 1969-ben sekrestyével és kápolnával bővítették. Oltára 1869-ben Fiuméban készült, az épület belülről biblia jelenetekkel van kifestve és szentek szobrai díszítik. Mennyezetén az utolsó vacsora képe dominál. A templomban a KUD „Ivan Goran Kovačić” egyesület keretében templomi kórus működik. A templom mellett látható az 1918-ban öntött régi harang, melyet 1920-ban sérülése miatt le kellett cserélni. A templom a nagykopanicai plébánia filiája. A faluban a templomot kívül még négy kis utikápolna áll. A legrégebbi a Jézus szíve kápolna 1935-ben épült.

## Kultúra
A helyi könyvtár és olvasókör 1904-ben Mate Veočić kezdeményezésére jött létre. Ezt tekintik egyben a helyi kulturális és művészeti egyesület alapításának. A művelődési egyesületként létrejött folklórcsoport 1935 és 1971 között „Seljačka sloga” néven működött. Célja a helyi hagyományok, népdalok, néptáncok őrzése. Tagjai rendszeres fellépői a hazai folklórszemléknek és fesztiváloknak, de többször felléptek már külföldön is. Az egyesületnek folklór-, ének-, színjátszó-, tambura- és gyermekcsoportja, valamint templomi énekkara működik.

## Oktatás
A település első iskoláját 1830-ban alapították. Első tanítója Mijo Živković volt. 1834-ig a tanítás bérelt helyiségekben zajlott, majd felépült az első faiskola. Az az iskolaépület, amely ma is használatban van 1910-ben épült. A településen a nagykopanicai „Ivan Filipović” elemi iskola alsó tagozatos területi iskolája működik. Az iskola falán emléktáblát helyeztek el az intézmény két egykori diákja, Živko Vukašović (1829-1874) akadémikus és Davorin Bajzanac (1902-1988) egyetemi tanár emlékére.

## Sport
Az NK "Raketa" Beravci labdarúgóklubot 1977-ben alapították.

## Egyesületek
A helyi önkéntes tűzoltóegylet 1928-ban alakult. Az első tűzoltószerházat 1932 és 1934 között építették. Ezt 1986-ban lebontották és 1988-ban újat építettek helyette. Az egyesületnek jelenleg 6 csoportja és 114 aktív tagja van. 2000-től évente megrendezik a Franjo Divić emlékkupát.
A „Fazan” vadásztársaságot 1937-ben alapították. Ma a nagykopanicai „Šljuka” vadásztársaság keretében működnek. Beravciban vadászházat építettek. A ház mellett pecsenyesütő, kutyakiképző és vizsgapálya, valamint agyaggalamb lőtér is található.